# Kemi Nelson
Pour les articles homonymes, voir Nelson.
Kemi Nelson, née le 9 février 1956 à Lagos et morte le 17 juillet 2022, est une femme politique nigériane. D'abord membre de la Convention nationale républicaine (en), elle rejoint l'Alliance pour la démocratie (AD). Membre du cabinet de Bola Tinubu, elle est commissaire à l'établissement, à la formation et à la création d'emplois, puis commissaire aux affaires féminines et à la réduction de la pauvreté. Plus tard, elle est directrice exécutive du Nigerian Insurance Social Trust Fund (NSTIF).

## Biographie

### Jeunesse et formation
Olukemi Nelson, dite Kemi, et connue également sous le nom de Yeyesewa, est née à Lagos le 9 février 1956. Sa mère est originaire de Lagos et son père appartient au groupe ethnique Ijebu (en). Elle fréquente l'école secondaire Anglican Girls Grammar School à Ijebu-Ode. Elle enseigne brièvement à Corona School Apapa avant de poursuit ses études à l'école d'infirmières de l'University Teaching Hospital (UCH) d'Ibadan où elle obtient son diplôme d'infirmière et de sage-femme. Elle obtient ensuite un MBA en gestion financière et un diplôme en droit de la Lagos State University (en) ,,. 
Elle travaille d'abord à l'UCH à Ibadan comme infirmière et sage-femme, devient ensuite représentante médicale de Beecham Ltd, à Lagos et ouvre le premier centre d'affaires sur Allen Avenue, Ikeja, Lagos.

### Carrière politique
Dans les années 1980, Kemi Nelson rejoint la Convention nationale républicaine (en) (CNRC) sous le régime militaire dirigé par le général Ibrahim Babangida. Le CNRC est des deux partis fondés et financée par le gouvernement. Elle est candidate sénatoriale pour le district sénatorial de Lagos West en 1992 mais est battue aux urnes par Bola Ahmed Tinubu,, . 
La CNRC est dissoute en 1993 par la dictature militaire du Général Sani Abacha.
En 1998, toujours sous le régime de Sani Abacha, elle conteste la circonscription fédérale d'Ikeja à la Chambre d'assemblée, cette fois, en tant que membre de l'UNCP. Elle remporte l'élection mais, en raison de la mort du général Abacha, ne devient pas membre du Parlement. 
En 1999, elle rejoint l'Alliance pour la démocratie (AD) et devient membre du cabinet de Bola Tinubu. De 1999 à 2003, elle est commissaire à l'établissement, à la formation et à la création d'emplois, puis commissaire aux affaires féminines et à la réduction de la pauvreté,.
Elle est à la tête des femmes de la section de l'État de Lagos du Congrès de tous les progressistes (APC) et dirige le Congrès du Sud-Ouest 
Kemi Nelson est la seule femme membre du Conseil consultatif du gouverneur de l'État de Lagos (GAC) de l'État de Lagos.
Elle est directrice exécutive des opérations du Nigeria Social Insurance Trust Fund (NSITF).

### Vie privée
Kemi Nelson est mariée depuis 1987 à Adeyemi Nelson, un directeur à la retraite du Ministère fédéral des Affaires intérieures. Le couple a trois enfants. 
Kemi Nelson est aussi au cœur de la vie sociale de Lagos,,.
Kemi Nelson décède le 17 juillet 2022, à l'âge de 66 ans. 
« Ses contributions à la croissance et au développement de notre grand parti vont nous manquer. Elle était une femme politique dévouée et une femme remarquable. Elle a préconisé et encouragé la participation des femmes à la politique avec une grande passion »(Idiat Oluranti Adebule).

## Distinctions
- Distinguished Florence Nightingale Fellow award[3]
- Ordre du Mérite du Rotaract Club[3]
- Award for Excellence du National Unio, Lagos State Students[3]
- Accomplished Women in Politics Award, Association of Professional Women Engineers of Nigeria 2001[11]
- Commissioner for Employment of the Year 2000, Chartered Institute of Marketing of Nigeria[12]
- Dynamic Millennium Manager de LASUMBA 2001 Award[13]
- Most Dynamic Female Commissioner in Nigeria Year 2001, National Association of Women Journalist[13]
- Good Governance Award 2003, Lagos State AD Lawyers Forum
- Award for Meritorious Service for the cause of women, African Women Summit, New York[13].